# Pleurodema

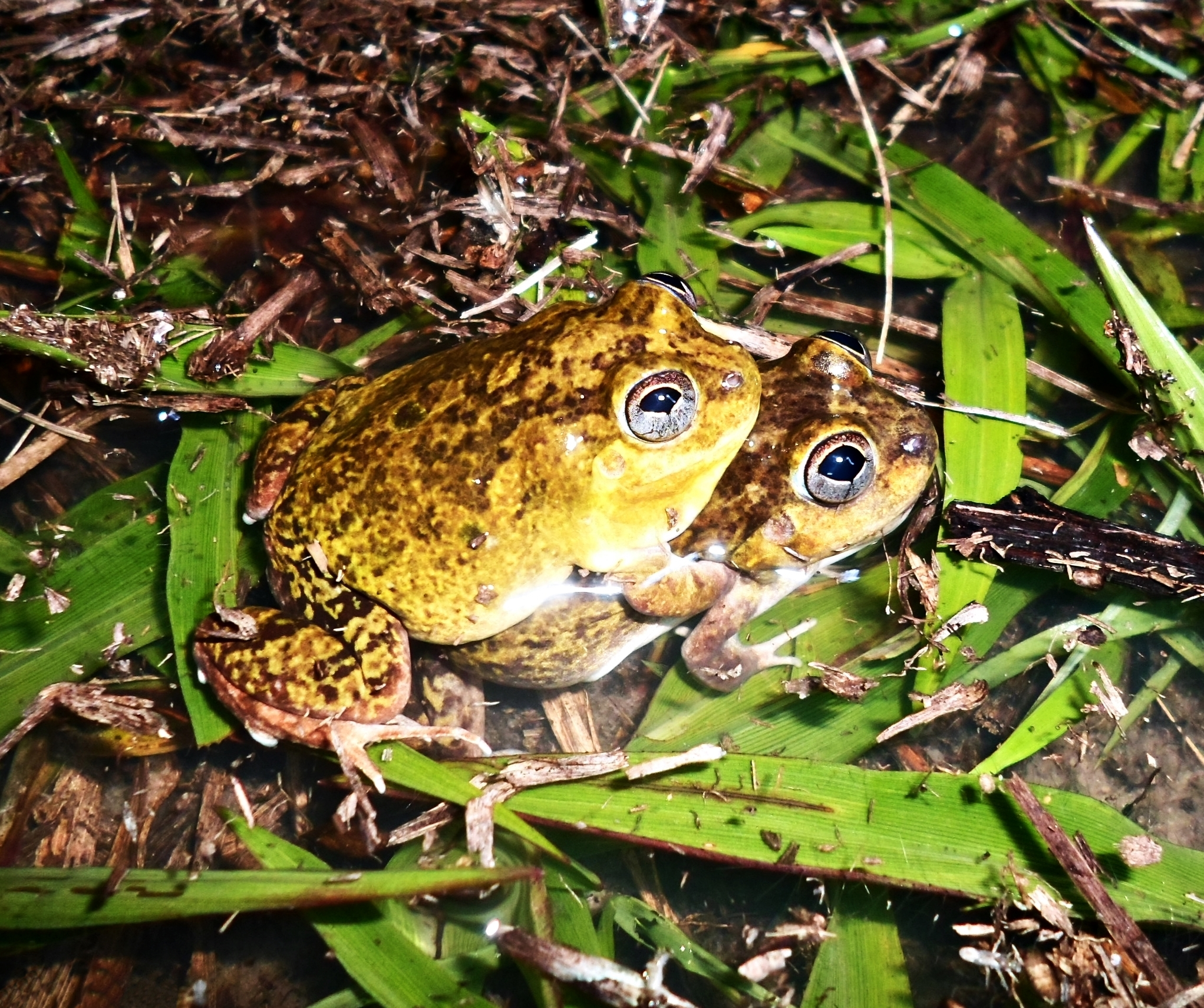
Pleurodema diplolister in Amplexus.

Pleurodema ist eine Gattung der Froschlurche aus der Familie der Pfeiffrösche. Sie ist von Mittel- bis Südamerika verbreitet.

## Merkmale
Die Pleurodema-Arten sind sehr kleine und etwas plump wirkende Frösche. Charakteristisch für die Gattung ist das Anlegen von Schaumnestern, die die Entwicklung der Larven bis zum Frosch gewährleisten und sie vor Austrocknung schützen.

## Verbreitung
Die Arten der Gattung Pleurodema sind in der Neotropis beheimatet, ihr Verbreitungsgebiet reicht von Panama in Mittelamerika bis nach Patagonien an der Südspitze des südamerikanischen Kontinents. Sie kommen in unterschiedlichen Seehöhen vor, von Meereshöhe bis in die Gipfel der Anden mit 5000 Metern über dem Meeresspiegel. Sie können in Gegenden mit stark saisonal beeinflussten Gewässern und selbst in trockenen Regionen überleben und sich fortpflanzen. Dafür stehen den Fröschen eine Reihe von Anpassungen zur Verfügung. Sie besiedeln die Laubstreu von Primär- und Sekundärwäldern oder sind Bodenbewohner in offenem Gelände. Meist genügen zur Eiablage sehr kleine Wasseransammlungen, z. B. Phytotelmata in Pflanzen oder temporäre Gewässer wie Pfützen.

## Fortpflanzung
Die Eier werden während der Umklammerung des Weibchens durch das Männchen (Amplexus) in Schaumnestern abgelegt. Es gibt bei dieser Gattung zwei verschiedene Arten der Umklammerung, wobei das Männchen ein vom Weibchen abgegebenes Sekret mit den Hinterbeinen zu Schaum schlägt. Die Eier werden vom Männchen befruchtet und in den Schaum eingeschlagen, wo sie vor kurzfristiger Austrocknung und Fressfeinden im Wasser geschützt sind. Einige Arten der Gattung können sich mit ihren Hinterbeinen in die feuchte Erde eingraben, wo sie Hitzephasen überdauern können.

## Arten
Die Gattung umfasst 15 Arten, die in mehrere Kladen zusammengestellt werden können.
Stand: 15. Juli 2022
- Pleurodema alium Maciel & Nunes, 2010
- Pleurodema bibroni Tschudi, 1838
- Pleurodema borellii (Peracca, 1895)
- Pleurodema brachyops (Cope, 1869)
- Pleurodema bufoninum Bell, 1843
- Pleurodema cinereum Cope, 1878
- Pleurodema cordobae Valetti, Salas & Martino, 2009
- Pleurodema diplolister (Peters, 1870)
- Pleurodema guayapae Barrio, 1964
- Pleurodema kriegi (Müller, 1926)
- Pleurodema marmoratum (Duméril & Bibron, 1841)
- Pleurodema nebulosum (Burmeister, 1861)
- Pleurodema somuncurense (Cei, 1969)
- Pleurodema thaul (Lesson, 1827)
- Pleurodema tucumanum Parker, 1927